# Termite

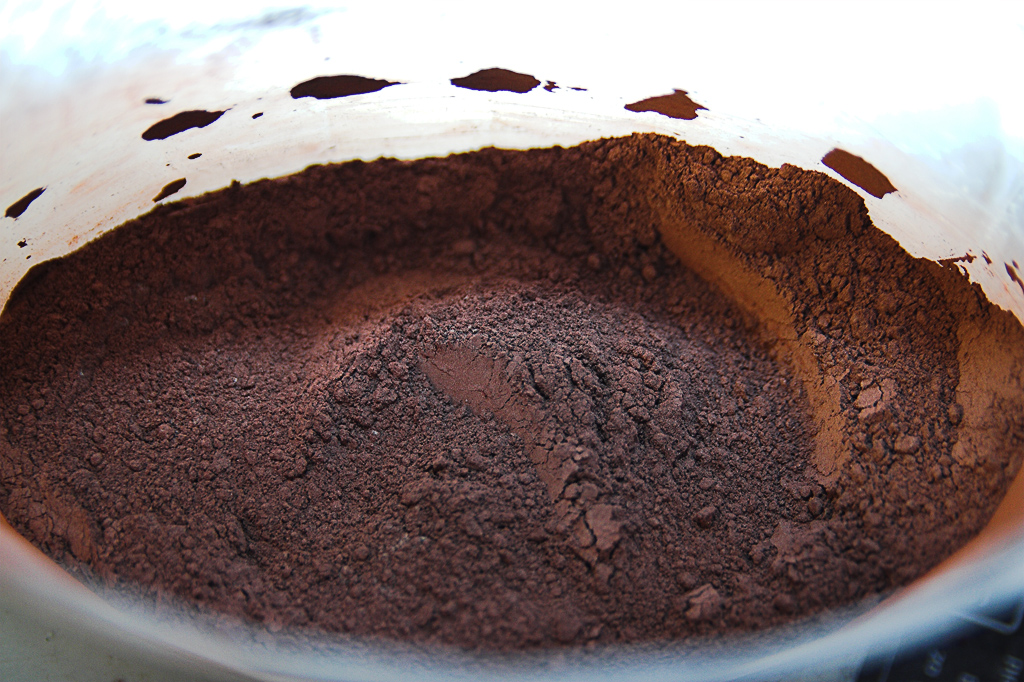

Uma reacção termite (termita ou, como é mais conhecida nos meios técnicos, thermite) é um tipo de reação aluminotérmica em que o metal alumínio é oxidado pelo óxido de outro metal - geralmente, óxido de ferro.
O nome termite pode tanto se referir à mistura destas duas substâncias reagentes quanto à própria reação.
Trata-se de reação exotérmica, isto é, que libera calor ao ambiente. É notável entre outras reações desse tipo em razão da grande quantidade de calor liberada: sua temperatura pode ultrapassar os 3500 °C, que é capaz de derreter até mesmo metais de alto ponto de fusão, como o tungsténio - o que faz com que seja por vezes, erroneamente, considerado um explosivo.
Os produtos da reação, além do calor produzido, são o óxido de alumínio, além dos metais na sua forma pura, misturados.
A termite foi inventada em 1893 e patenteada em 1895 pelo químico alemão Dr. Hans Goldschmidt, pelo que a reação é, por vezes, designada como "Reação de Goldschmidt" ou "processo de Goldschmidt".

## História
Goldschmidt estava originalmente interessado no potencial da reação na produção de metais de grande pureza química, mas rapidamente verificou que a reação tinha uma aplicação óbvia na soldagem. De facto, a sua primeira aplicação comercial realizou-se na soldagem de carris de ferro em Essen, na Alemanha, em 1899. Degussa AG, uma empresa que descende da firma original de Goldschmidt é, ainda hoje, uma das maiores produtoras mundiais de termite para soldagem.

## Tipos

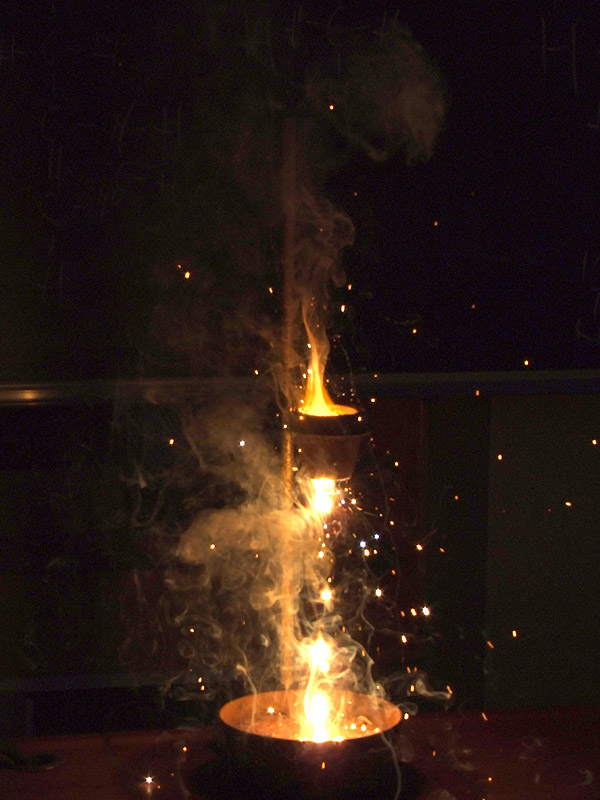
Reação thermite em andamento.

Óxido de ferro azul ou preto (Fe3O4), produzido pela oxidação do ferro em um ambiente quente e com abundância de oxigênio, é comumente utilizado como o agente oxidante da thermite porque é barato e fácil de produzir. Óxido de ferro vermelho (Fe2O3, conhecido como ferrugem) também pode ser usado, mas gera uma reação mais fraca. Outros óxidos são por vezes usados, como a thermite de magnésio ou a thermite de cromo, mas apenas para aplicações bastante especializadas. Estes dois exemplos utilizam o alumínio como metal reagente.
Em princípio, qualquer metal pode ser usado em lugar do alumínio. Entretanto, raramente há essa substituição, pois o alumínio tem as propriedades ideais para uma reação thermite perfeita. Entre os metais mais reativos, o alumínio é o mais barato, além de ser mais seguro de se manusear do que os outros metais.
Considerando-se que a reação ocorre quando os metais estão no estado líquido (fase líquida), os pontos de fusão e ebulição do alumínio ainda contribuem para que este seja ideal para a reação, uma vez que tem um ponto de fusão relativamente baixo (660 °C, 933 K, 1221 °F), permitindo que a reação se inicie rapidamente, quando comparada à utilização de outros metais. Ao mesmo tempo, seu alto ponto de ebulição (2519 °C, 2792K, 4566 °F) ajuda a reação a alcançar temperaturas muito altas. Tal temperatura de ebulição é comum entre os metais de transição (por exemplo, ferro e cobre fervem a 2887 °C e 2582 °C, respectivamente), mas é bastante rara entre os metais mais reativos (por exemplo, magnésio e sódio fervem a 1090 °C e 883 °C, respectivamente).
Apesar dos reagentes serem estáveis a temperatura ambiente, eles queimam com enorme potencial exotérmico quando aquecidos à temperatura de ignição. Os produtos se tornam líquidos devido às altas temperaturas alcançadas (acima de 2500 °C (2773 K) com óxido de ferro III)— apesar da temperatura alcançada depender da velocidade com que o calor escape para o ambiente.

## Dificuldade de se interromper a reação
A thermite contém sua própria reserva de oxigênio, portanto, não precisa retirá-lo do ar circundante. Ou seja, uma reação thermite não pode ser interrompida pela supressão do oxigênio externo e pode se iniciar em qualquer ambiente, bastando apenas aquecer os reagentes à temperatura de fusão.
Ela queimará normalmente mesmo molhada e não pode ser apagada com água. Se a thermite é iniciada quando submersa, o ferro puro produzido retirará oxigênio da água e gerará gás hidrogênio. Este gás pode, por sua vez, entrar em combustão com o oxigênio do ar, levando a possíveis explosões (ver abaixo).

## Ignição

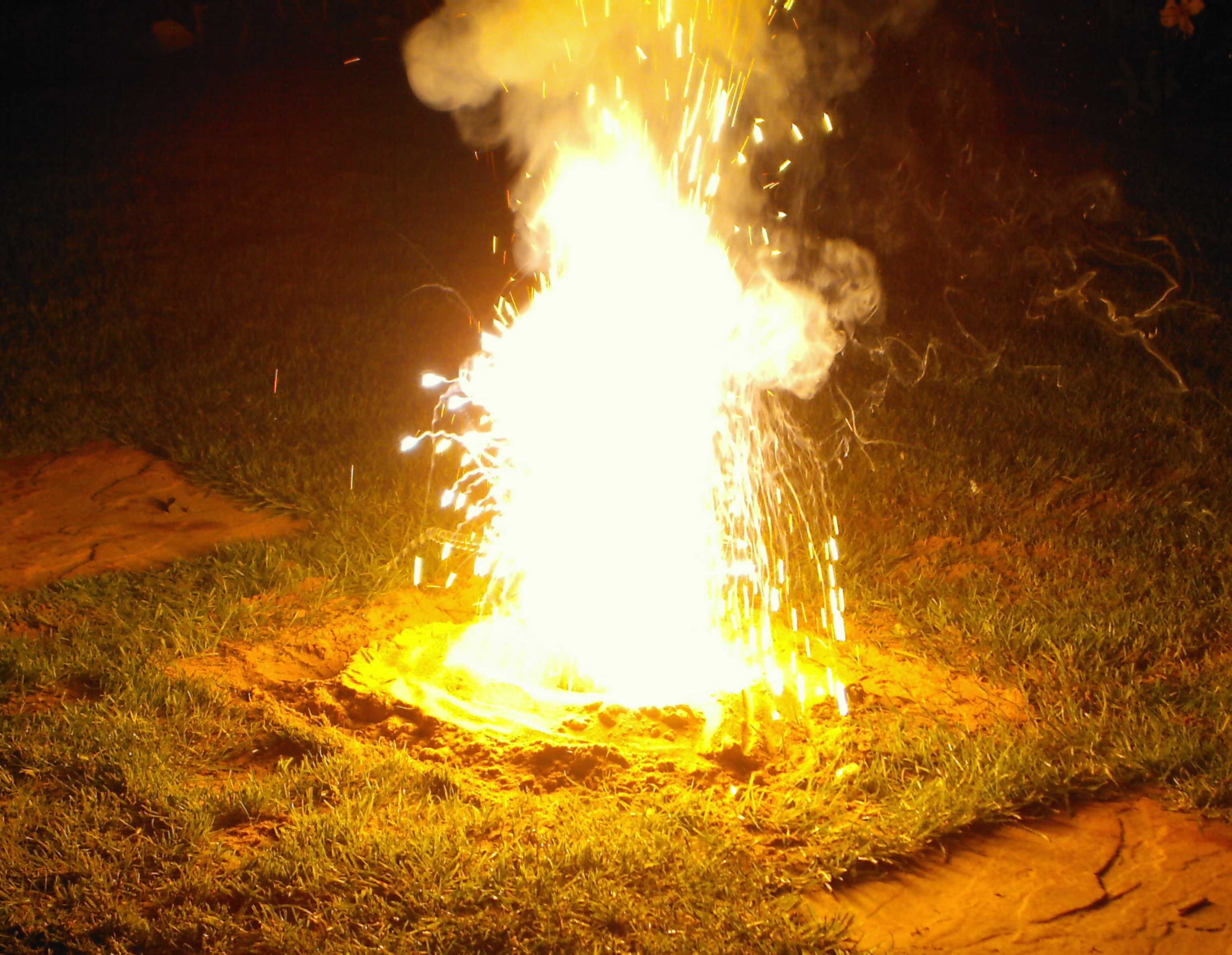
Reação thermite realizada com óxido férrico.

Reações thermite normais precisam de temperaturas muito elevadas para se iniciarem. Essas temperaturas não podem ser alcançadas utilizando-se disparadores de pólvora negra, hastes de nitrocelulose, detonadores, ou outras substâncias ignitivas comuns. Mesmo quando a thermite já está quente o suficiente para brilhar com cor vermelha, ela só vai iniciar a reação quando o calor estiver com cor branca ou próximo dessa cor. É possível iniciar a reação com uma tocha de propano bem construída, mas esse meio não é recomendável por razões de segurança.
Em geral, feixes de magnésio são usados como detonadores. O magnésio queima a aproximadamente a mesma temperatura de uma reação thermite, cerca de 2500 K (2327 °C). Todavia, o método é ineficiente: o próprio magnésio é difícil de se incendiar e, em condições adversas (vento e água, por exemplo), os feixes podem se apagar antes de se iniciar a reação. Além disso, os feixes de magnésio não têm seu próprio suprimento de oxigênio, portanto, não podem ser usados em locais pequenos.
Um grande perigo da ignição por magnésio é que esse metal é um excelente condutor de calor: esquentar uma ponta dos feixes pode fazer com que a outra ponta transfira calor suficiente para a thermite, causando uma reação prematura. Apesar desses problemas, ignição por magnésio ainda é popular entre os usuários amadores de thermite.
A reação entre permanganato de potássio e glicerina é usada como uma alternativa para a combustão de magnésio. Quando essas duas substâncias se misturam, começa uma reação espontânea, aumentando lentamente a temperatura da mistura até surgirem chamas. O calor gerado pela oxidação da glicerina é suficiente para iniciar a reação principal. Contudo, este método pode se mostrar ineficaz e o tempo entre a mistura e a ignição pode variar bastante, devido a fatores como o tamanho das partículas usadas e a temperatura ambiente.
Um outro método de se iniciar a ignição é usar faíscas. Elas alcançam temperatura suficiente e garantem um tempo adequado até que o ponto de ignição seja atingido.

## Segurança
A quase impossibilidade de impedimento e as altas temperaturas geradas fazem com que a reação thermite seja um tanto perigosa. As precauções adequadas devem ser tomadas antes de se iniciar a reação. Thermite nunca deve ser usada próxima a materiais inflamáveis; pequenos córregos de ferro derretido, gerado pela reação, podem cobrir distâncias consideráveis, e podem penetrar em ambientes metálicos (como contêineres), inflamando seu conteúdo. Metais inflamáveis com ponto de ebulição  relativamente baixo, como o zinco, cujo ponto de fusão (de aproximadamente 907 °C) está cerca de 1370 °C abaixo da temperatura de combustão da thermite, devem ser armazenados longe da reação, visto que o contato de ferro derretido com esses metais pode provocar uma combustão espontânea violenta. A thermite deve ser usada com cuidado em canos soldados ou outros itens com cavidades de ar, pois a expansão térmica desses gases pode causar explosões. Geralmente, a ignição da thermite deve ser programada para que haja tempo de seus utilizadores se afastarem antes da reação começar. Como é uma composição pirotécnica, a thermite que não for usada com propósitos particulares deve ser mantida longe de locais de ignição. Quando manuseada por pessoas responsáveis e bem treinadas, a thermite pode ser perfeitamente segura.
A reação thermite pode acontecer acidentalmente em indústrias, quando lâminas de corte são utilizadas com metais ferrosos. Usar alumínio nessas situações produz uma mistura de óxidos capaz de levar a explosões violentas.
Misturar thermite com água pode ser potencialmente perigoso, causando uma explosão similar a uma erupção vulcânica submarina. O contato com gelo também deve ser evitado. De acordo com a análise feitos pelos Mythbusters, o contato de termite com gelo causa explosões muito semelhantes as que ocorrem com a pólvora negra. A explicação para este fenômeno ainda não é muito clara.

## Usos Civis

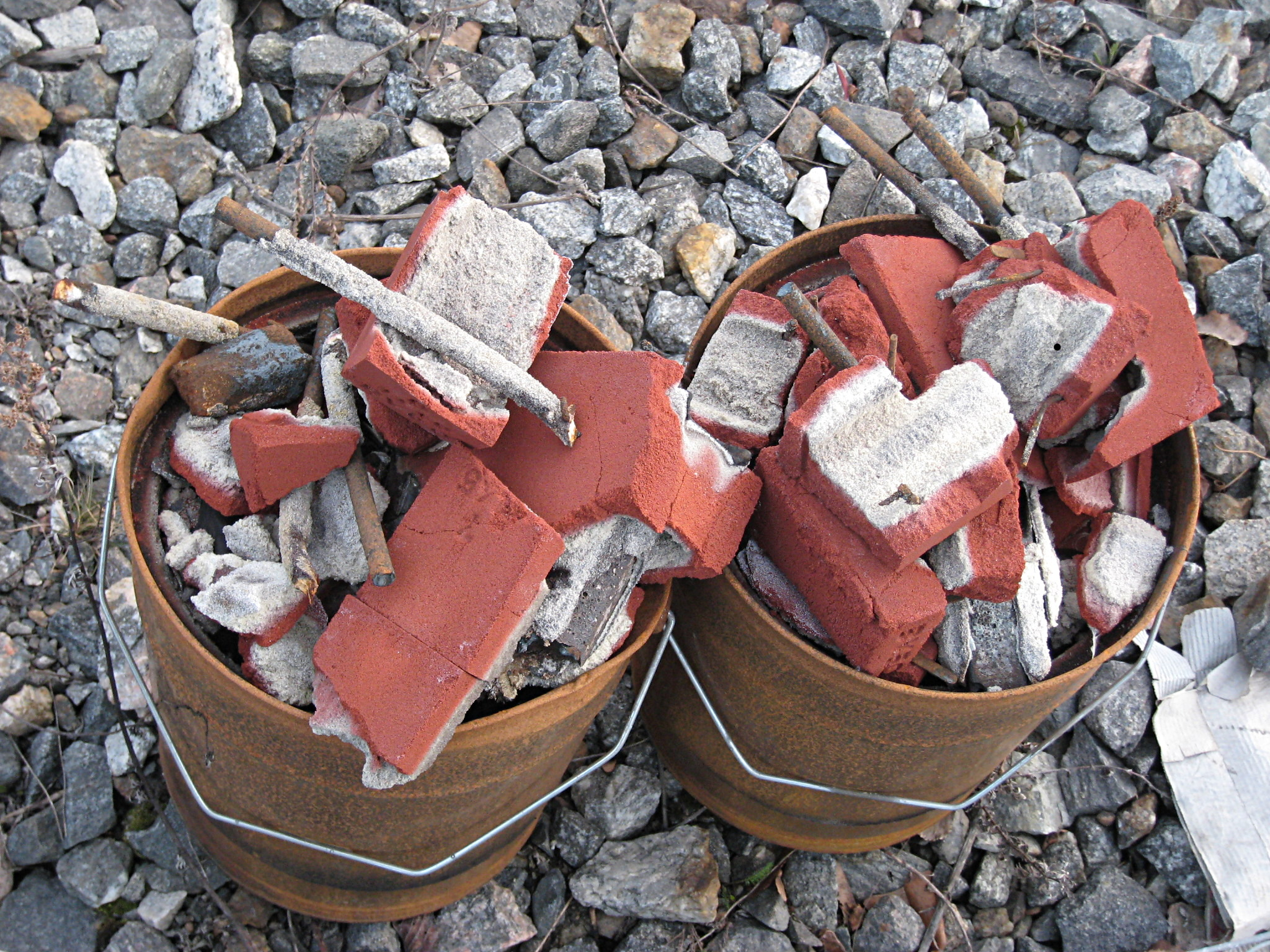
Figura ilustrativa

A reação thermite tem muitos usos. A thermite foi originalmente usada para consertar soldagens locais (como os eixos de locomotivas) sem ter que desmontar as peças envolvidas. Pode-se ainda usar a thermite para soldar ou cortar rapidamente os carris ferroviários, sem a necessidade de equipamento pesado e/ou caro.
As reações thermite utilizadas para purificar os compostos de outros metais são chamadas de Processos Thermite. Uma adaptação da reação, usada para obter urânio puro, foi desenvolvida durante o Projeto Manhattan, nos Laboratórios de Ames, sob a direção de Frank Spedding.
Quando thermite é feita usando óxido de ferro III, para alcançar a máxima eficiência, é necessária  uma proporção de massa de 25.3% de alumínio e 74.7% de óxido de ferro (essa mistura é vendida com o nome de "thermite para fonte de calor para soldagens"). A fórmula completa para a reação usando o óxido de ferro III é a seguinte:
{\displaystyle 2Al+Fe_{2}O_{3}\rightarrow Al_{2}O_{3}+2Fe} {\displaystyle \Delta H=-851,5{\frac {kJ}{mol}}}
Quando a thermite é feita usando óxido de ferro (II,III), para alcançar a máxima eficiência, é necessária a proporção de massa de 23.7% de alumínio e 76.3% de óxido de ferro. A fórmula para a reação usando o óxido de ferro (II,III) é:
{\displaystyle 8Al+3Fe_{3}O_{4}\rightarrow 4Al_{2}O_{3}+9Fe} {\displaystyle \Delta H=-3347,6{\frac {kJ}{mol}}}
A reação usando o Fe3O4 produz mais energia por reação mol do que a reação utilizando de Fe2O3, que produz mais energia por grama de mistura.

## Usos Militares
Granadas de thermite são usadas como peças incendiárias para destruir rapidamente itens e equipamentos que correm risco iminente de serem capturados por forças inimigas. Devido à dificuldade de se iniciar thermites padrão de óxido de ferro, em adição ao fato que esta queima praticamente sem chamas e tem um pequeno raio de ação, thermite padrão raramente é usada como composto incendiário. Em geral, é mais empregada com outros ingredientes adicionados para potencializar seus efeitos. Thermate-TH3 é uma mistura de thermite e aditivos pirotécnicos que se mostrou superior à thermite padrão. Sua composição (por massa) é geralmente: 68.7% de thermite, 29.0% de nitrato de bário, 2.0% de enxofre e 0.3% de gelificante. A adição de nitrato de bário aumenta o efeito incendiário, cria chamas quando queima e diminui consideravelmente a temperatura de ignição. Apesar de a missão principal da Thermate-TH3 ser incendiária, ela ainda pode ser usada na soldagem de superfícies metálicas.
Um uso clássico da thermite é na inutilização de peças de artilharia. A thermite pode ser utilizada para neutralizar permanentemente peças de artilharia sem o uso de cargas explosivas, o que permite uma discrição muito maior. O 2º Batalhão de Rangers usou granadas de thermite contra a artilharia alemã em Pointe du Hoc durante o Dia D. Existem muitas maneiras de se fazer isso. Um jeito é soldar a culatra da arma, inserindo uma granada dentro do [cano e rapidamente fechando sua abertura. Isso impossibilita o recarregamento da arma. Um método alternativo é inserir uma granada de thermite armada abaixo do gatilho da peça de artilharia, imobilizando o cano. Isso faz com que seja bastante perigoso disparar a arma. Um outro método é usar a thermite para destruir os mecanismos de elevação e conteira, impossibilitando que se faça uma mira correta.